# Megalocystidium
Megalocystidium ist eine Pilzgattung innerhalb der Familie der Schichtpilzverwandten (Stereaceae). Die Gattung ist eine der ersten Gattungen, die vom Gloeocystidiellum-Komplex abgetrennt wurden. Der Weißfäulepilz hat resupinate, membranöse bis wachsartige Fruchtkörper, die das Substrat krustenartig überziehen. Die schmalkeuligen Basidien sind meist etwas länger und die in der Regel glatten, amyloiden Basidiosporen etwas größer, als bei anderen Arten des Gloeocystidiellum-Komplexes. Seine Hyphen haben meist Schnallen und die Gloeozystiden sind (wenn auch oft nur schwach) sulfoaldehyd-positiv. Die Typusart ist Megalocystidium leucoxanthum (Bres.) Jülich.

## Merkmale
Die einjährigen, resupinaten Fruchtkörper werden bis zu 1,5 mm dick und sind membranös bis wachsartig. Der Rand ist oft byssoid oder ausgedünnt. Die Hymeniumoberfläche ist glatt oder leicht höckerig.

Das Hyphensystem ist monomitisch. Die Hyphen tragen an den Septen meist Schnallen. Neben den Basidien findet man zahlreiche, lange, gewundene Gloeozystiden mit öligem oder körnigem Inhalt. Sie sind sulfopositiv. Die viersporigen Basidien sind schmal keulig und ziemlich lang. Eine basale Schnalle kann vorhanden sein oder fehlen. Die mehr oder weniger dünnwandigen Basidiosporen sind zylindrisch bis ellipsoid und glatt, oder fast glatt, und haben nur einen kleinen Apiculus. Sie färben sich mit Jodreagenzien bläulich schwarz, sind aber acyanophil.

## Ökologie und Verbreitung
Die Vertreter der Gattung Megalocystidium sind Weißfäulepilze, die saprobiontisch leben und auf Totholz (überwiegend auf Laubholz) wachsen. Zwei Arten (Megalocystidium leucoxanthum und Megalocystidium luridum) bevorzugen die temperate Klimazone und kommen in Nordamerika und Europa vor. M. leucoxanthum wurde aber auch in Afrika (Elfenbeinküste und Gabun) und Thailand nachgewiesen. Megalocystidium montanum wächst in Nordamerika auf Holz von verschiedenen Tannenarten (Abies concolor, A. lasiocarpa und A. magnifica), während Megalocystidium wakullum in der südlichen USA (Florida und Mississippi) verbreitet ist und auf Laubholz wächst. Außerdem wurde er auf Guadeloupe und in Tansania nachgewiesen. Megalocystidium minutisporum (Gabun), Megalocystidium africanum (Zentralafrikanische Republik), Megalocystidium gloeocapitulatum (auf Réunion) kommen im tropischen und subtropischen Afrika vor. Megalocystidium luteocystidiatum wurde in Afrika (Natal, Gabun, Elfenbeinküste) und Asien (Indien, Thailand, Taiwan) nachgewiesen.

## Systematik

Abb. 1: Minimum Evolution-Stammbaum der Megalocystidium-Verwandtschaft: Neben den Ästen sind die Bootstrap-Werte angegeben, hinter den Artnamen steht die Genbank-Sequenz-Nummer. Alle weiteren Angaben zur Berechnung des Baumes finden unter der Bildbeschreibung.

Abb. 2: Mamximum-Likelihood-Stammbaum der Megalocystidium-Verwandtschaft

Die Gattung Megalocystidium wurde 1978 von W. Jülich vorgeschlagen. Sie fasste die 1975 von J. Eriksson und L. Ryvarden vorgeschlagene Gloeocystidiellum-luridum- und G.-lactescens-Gruppe in einer Gattung zusammen. In seine Gattung stellte er die drei Arten: M. leucoxanthum, M. lactescens und M. luridum. Megalocystidium enthielt also Arten mit glatten Basidiosporen, sulfopositiven Gloeozystiden und Hyphen mit Schnallen (G. luridum Gruppe) und ohne Schnallen (G. lactescens Gruppe). Allerdings macht Jülich in seiner Originalbeschreibung der Gattung keine Angaben zur Sulfoaldehydreaktion und gibt auch nicht an, durch welche Merkmale sich seine Gattung von nah verwandten Gattungen unterscheidet. Dies ist wahrscheinlich auch der Grund, warum viele Mykologen Jülichs neuer Gattung skeptisch gegenüberstanden. So stellten Boidin und Lanquetin 1983 Megalocystidium in Synonymie zu Vesiculomyces und K. Hjortstam, der 1987 die Gattungen der corticioiden Pilze einer umfangreichen Revision unterzog, stellte M. leucoxanthum und M. luridum wieder zurück in die Gattung Gloeocystidiellum. Außerdem erkannte er, dass die Hauptmerkmale von M. lactescens mit denen von Gloiothele lamellosa (Henn.) Bres. (der Typusart der Gattung Gloiothele) übereinstimmen. Daher stellte er M. lactescens in die Gattung Gloiothele. Seine Umgruppierung wurde 2003 von E. und K.-H. Larsson durch rDNA-Sequenzanalysen bestätigt.
Besonders zwei Merkmale sind bei der Gattungsdefinition umstritten. Zum einen die Sulfoaldehydreaktion der Gloeozystiden, zum anderen das Vorkommen von Schnallen. Während die meisten Autoren Megalocystidium als Gattung mit sulfopositiven Gloeozystiden definieren, benennen Ginns & G.W. Freeman (1994) sulfo-negative Gloeozystiden als wichtiges Gattungsmerkmal. Ein weiteres Hauptmerkmal sind für sie das Vorkommen von Schnallen, einer Meinung, der sich auch S.-H. Wu 1996 anschließt. Allerdings haben neuere molekularbiologische Untersuchungen klar gezeigt, dass Schnallen als Merkmal in der Vergangenheit zumindest innerhalb der Täublingsverwandten taxonomisch überbewertet wurde. Die unterschiedliche Bewertung der Sulfobenzaldehydreaktion ist auf die schwache oder variable Reaktion bei M. leucoxanthum und M. luridum zurückzuführen.
E. und K.-H Larsson untersuchten 2003 die rDNA Gene (5.8S, ITS2 und LSU-rDNA) von über 100 überwiegend corticioider Pilze aus der Ordnung der Täublingsartigen. Mit ihrer Arbeit konnten sie zeigen, dass M. leucoxanthum, M. luridum und Gloeocystidiellum wakullum eine Abstammungsgemeinschaft bilden. Eine nähere Verwandtschaft von M. luridum und G. wakullum hatten bereits Boidin und seine Mitautoren festgestellt, die die rDNA (ITS1, 5,8S und ITS2 rDNA) bereits 1998 von zahlreichen corticioiden Pilzen untersucht hatten.
Die Gloeocystiden der subtropischen Art wurde in Originalbeschreibung als sulfo-negativ bezeichnet. Laut Boidin et al. sind sie deutlich sulfo-positiv (wenn auch schwach), was durch E. K.-H. Larsson bestätigt wird. 1996 hatte S.-H. Wu den Pilz aufgrund der einfach septierten Hyphen, der glatten, amyloiden Sporen und seiner Acanthohyphidien in die Gattung Stereum gestellt. Die resupinate Fruchtkörper, die relativ großen, glatten, amyloiden Sporen und die schwach sulfoaldehydpositiven Gloeozystiden, sprechen allerdings eher für eine Aufnahme in die Gattung Megalocystidium. Der Pilz unterscheidet sich jedoch von den anderen Arten dieser Gattung durch seine Acanthohyphiden und die einfach septierten Hyphen. Sollten weitere molekularbiologische Untersuchungen seine Zugehörigkeit in der Gattung bestätigen, müsste Lülichs Gattungskonzept erweitert werden.

## Arten
In die Gattung werden heute (Stand 2014) etwa 9 Arten gestellt, wobei einige Arten umstritten sind und von einigen Mykologen in andere Gattungen gestellt werden. Molekularbiologische Sequenzdaten liegen nur für drei der hier aufgeführten Arten vor.
| Die Arten der Gattung Megalocystidium |                                                                  |
| \| Artname \| Autor \| \| --------------------------------------------------------------- \| ---------------------------------------------------------------- \| \| Megalocystidium leucoxanthum Gelbweißer Gloeozystidenrindenpilz \| (Bres.) Jülich (1978) \| \| Megalocystidium luridum Fahlgelber Gloeozystidenrindenpilz \| (Bres.) Jülich (1978) \| \| Megalocystidium montanum \| Ginns & G.W. Freeman (1994) \| \| Megalocystidium luteocystidiatum \| (P.H.B. Talbot) Sheng H. Wu (1996) \| \| Megalocystidium minutisporum \| Boidin, Lanq. & Gilles (1997) \| \| Megalocystidium africanum \| Boidin, Lanq. & Gilles (1997) \| \| Megalocystidium gloeocapitulatum \| Boidin & Gilles (2000) \| \| Megalocystidium gloeocapitulatum \| Boidin & Gilles (2000) \| \| Megalocystidium wakullum \| (Burds., Nakasone & G.W. Freeman) E. Larss. & K.H. Larss. (2003) \| |                                                                  |
| Artname | Autor                                                            |
| Megalocystidium leucoxanthum Gelbweißer Gloeozystidenrindenpilz | (Bres.) Jülich (1978)                                            |
| Megalocystidium luridum Fahlgelber Gloeozystidenrindenpilz | (Bres.) Jülich (1978)                                            |
| Megalocystidium montanum | Ginns & G.W. Freeman (1994)                                      |
| Megalocystidium luteocystidiatum | (P.H.B. Talbot) Sheng H. Wu (1996)                               |
| Megalocystidium minutisporum | Boidin, Lanq. & Gilles (1997)                                    |
| Megalocystidium africanum | Boidin, Lanq. & Gilles (1997)                                    |
| Megalocystidium gloeocapitulatum | Boidin & Gilles (2000)                                           |
| Megalocystidium gloeocapitulatum | Boidin & Gilles (2000)                                           |
| Megalocystidium wakullum | (Burds., Nakasone & G.W. Freeman) E. Larss. & K.H. Larss. (2003) |